# Tiphys brevipes
Tiphys brevipes är en kvalsterart som beskrevs av Herbert Habeeb. Tiphys brevipes ingår i släktet Tiphys och familjen Pionidae. Inga underarter finns listade i Catalogue of Life.